# João Marcelo
João Marcelo Messias Ferreira (ur. 13 czerwca 2000 w Rio de Janeiro) – brazylijski piłkarz występujący na pozycji środkowego obrońcy, od 2023 roku zawodnik Cruzeiro.